# Michlbach (Bodenkirchen)
Michlbach ist ein Gemeindeteil der Gemeinde Bodenkirchen im niederbayerischen Landkreis Landshut.
Das Dorf liegt circa drei Kilometer nordöstlich von Bodenkirchen und ist über die Kreisstraße LA 45 zu erreichen.

## Baudenkmäler
- Katholische Kirche St. Ägidius